# 黄金伝説 (聖人伝)

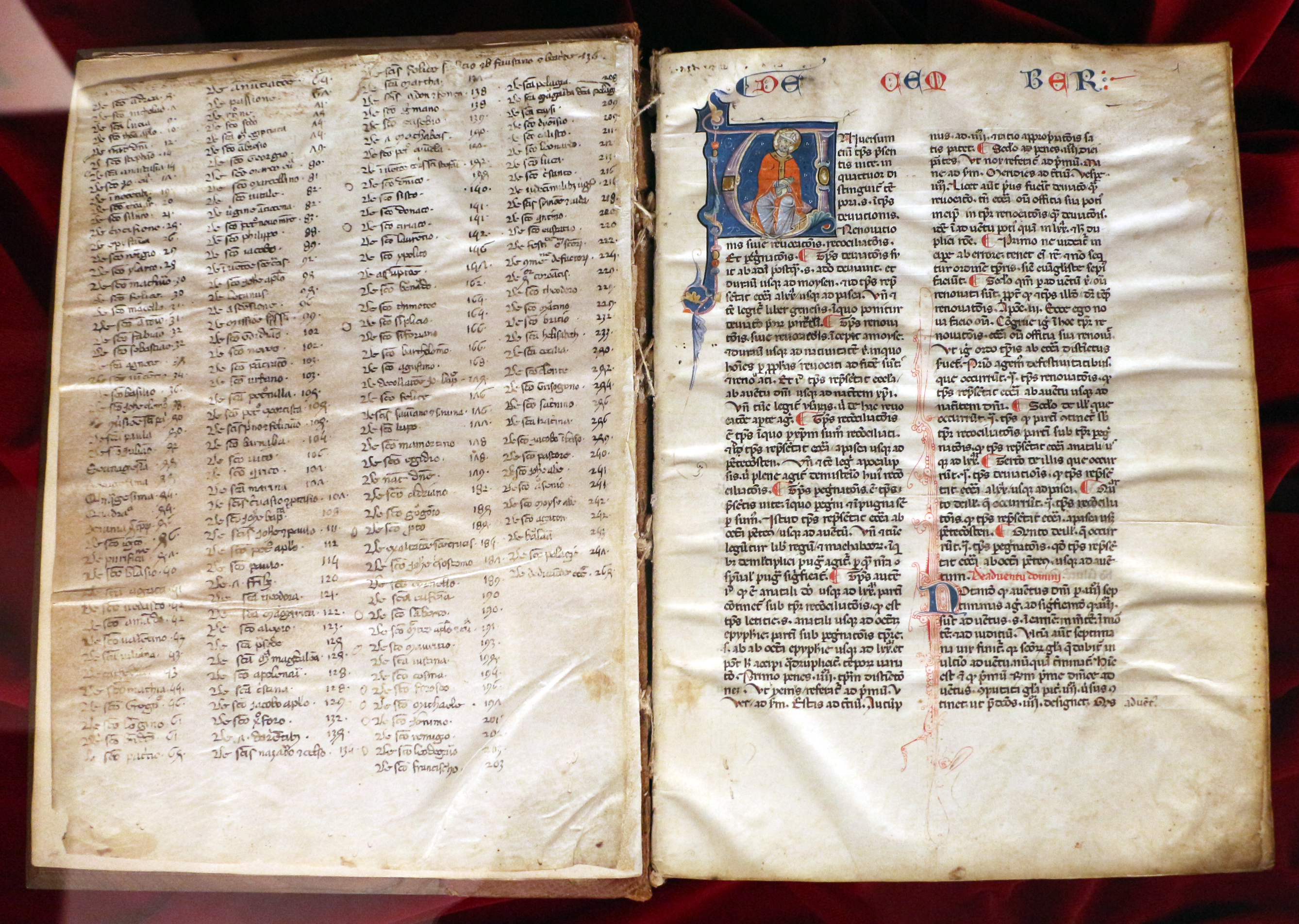
Legenda Aurea, 1290年ごろ。フィレンツェ、ラウレンツィアーナ図書館所蔵。

『黄金伝説』（おうごんでんせつ、『レゲンダ・アウレア』 羅: Legenda aurea または 『レゲンダ・サンクトルム』 羅: Legenda sanctorum）は、ヤコブス・デ・ウォラギネ（1230頃 – 98）によるキリスト教の聖人伝集。1267年頃に完成した。タイトルは著者自身によるものではなく、彼と同時代の読者たちによってつけられたものである。中世ヨーロッパにおいて聖書についで広く読まれ、文化・芸術に大きな影響を与えた。
日本においても芥川龍之介が同書所収の聖女マリナの物語（79章）をもとに『奉教人の死』を書いている。

## 概要

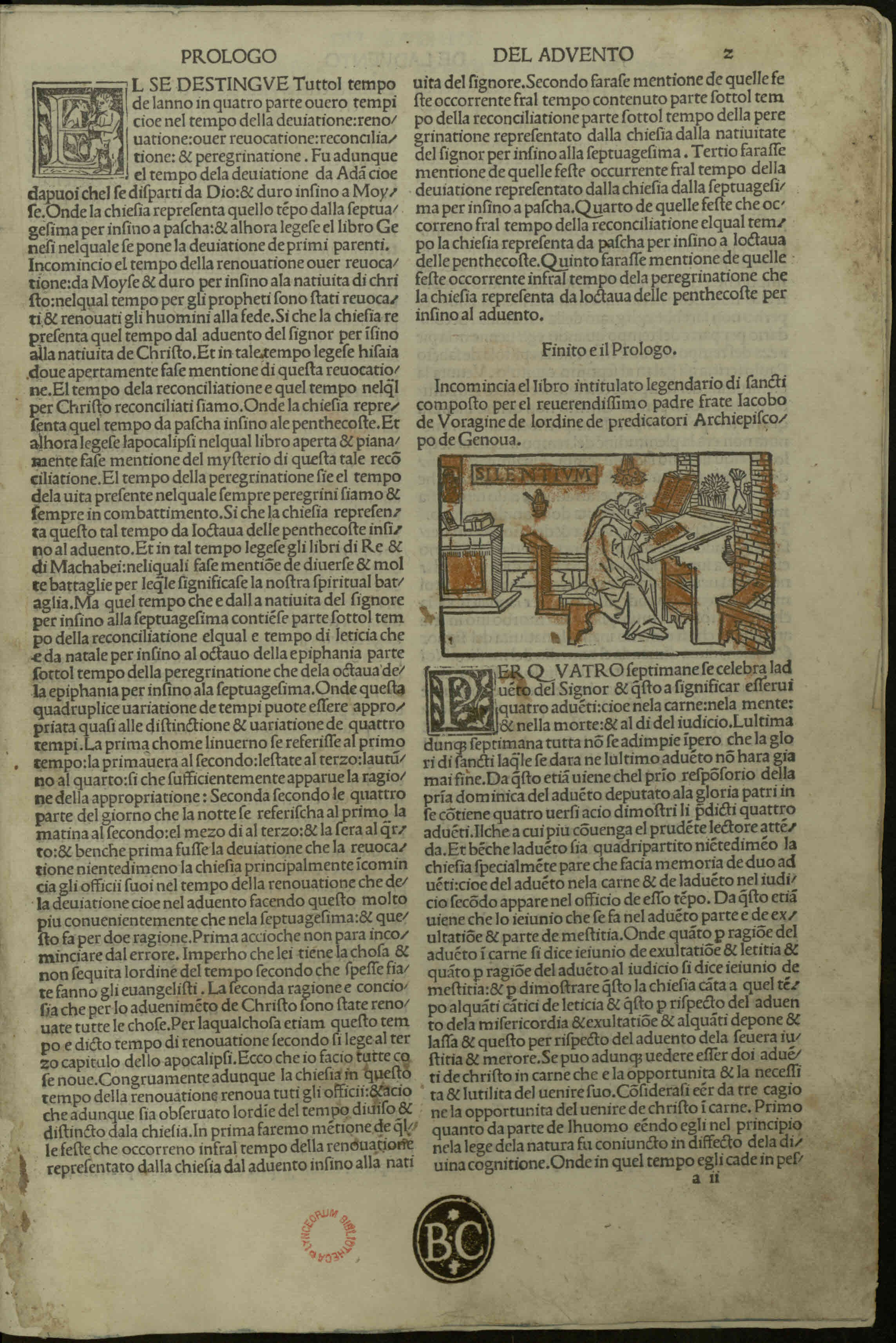
Legenda Aurea、1499年。

イエス、マリア、天使ミカエルのほか、100名以上にものぼる聖人達の生涯が章ごとに紹介され、その分量は『旧約聖書』と『新約聖書』を足したのとほぼ同じである。最初の章ではキリストの降誕と再臨があてられており、本書は新約聖書の続編として読むこともできる。
各章の冒頭では聖人の名前の語義を解釈し、それをその聖人の徳や行いと結びつけることがよく行われている。

## 題名
もとは『レゲンダ・サンクトルム』（羅: Legenda sanctorum, 「聖者の物語」の意）と呼ばれていたが、15世紀頃から「黄金の」（アウレア 羅: aurea）の美称をつけて呼ばれるようになった。この「レゲンダ」は「伝説」の意ではなく、ミサの際に「朗読されるべきもの」の意である。したがって Legenda aurea を日本語で「黄金伝説」と訳すのは誤訳であるが、前田敬作らによる完訳（人文書院、1979年 - 1987年、平凡社ライブラリー、2006年）などでもこの題名が用いられている。他に『黄金聖人伝』と呼ばれることもある。

## 内容
- 序章
- 第1章 主の降臨と再臨
- 第2章 使徒聖アンデレ
- 第3章 聖ニコラウス
- 第4章 聖女ルキア（ルチア）
- 第5章 使徒聖トマス
- 期節の区分
- 第6章 主のご降誕
- 第7章 聖女アナスタシア
- 第8章 聖ステパノ
- 第9章 福音史家聖ヨハネ
- 第10章 罪なき聖嬰児ら
- 第11章 カンタベリーの聖トマス
- 第12章 聖シルウェステル
- 第13章 主のご割礼
- 第14章 主のご公現
- 第15章 初代隠修士聖パウロス
- 第16章 聖レミギウス
- 第17章 聖ヒラリウス
- 第18章 聖マカリオス
- 第19章 ピンキスの聖フェリクス
- 第20章 聖マルケルス
- 第21章 聖アントニオス
- 第22章 聖ファビアヌス
- 第23章 聖セバスティアヌス
- 第24章 聖女アグネス
- 第25章 聖ウィンケンティウス
- 第26章 司教聖バシレイオス
- 第27章 慈善家聖ヨハネス
- 第28章 聖パウロの回心
- 第29章 聖女パウラ
- 第30章 聖ユリアヌス
- 期節の区分
- 第31章 七旬節
- 第32章 六旬節
- 第33章 五旬節
- 第34章 四旬節
- 第35章 四季の斎日
- 第36章 聖イグナティオス
- 第37章 聖母マリアお潔め
- 第38章 聖ブラシオス
- 第39章 聖アガタ
- 第40章 聖ウェダストゥス
- 第41章 聖アマンドゥス
- 第42章 聖ウァレンティヌス
- 第43章 聖女ユリアナ
- 第44章 聖ペテロの教座制定
- 第45章 使徒聖マッテヤ
- 第46章 聖グレゴリウス
- 第47章 聖ロンギヌス
- 第48章 聖ベネディクトゥス
- 第49章 聖パトリキウス
- 第50章 主のお告げ（マリアお告げ）
- 第51章 主のご受難
- 期節の区分
- 第52章 主のご復活
- 第53章 聖セクンドゥス
- 第54章 エジプトの聖女マリア
- 第55章 聖アンブロシウス
- 第56章 聖ゲオルギウス
- 第57章 福音史家聖マルコ
- 第58章 教皇聖マルケリヌス
- 第59章 聖ウィタリス
- 第60章 アンティオケイアの乙女
- 第61章 殉教者聖ペトルス
- 第62章 使徒聖ピリポ
- 第63章 使徒聖小ヤコブ
- 第64章 聖十字架の発見
- 第65章 ラティナ門外の聖ヨハネ
- 第66章 大祈願祭と小祈願祭
- 第67章 主のご昇天
- 第68章 聖霊降臨
- 第69章 聖ゴルディアヌスと聖エピマクス
- 第70章 聖ネレウスと聖アキレウス
- 第71章 聖パンクラティウス
- 期節の区分
- 第72章 聖ウルバヌス
- 第73章 聖女ペトロネラ
- 第74章 祓魔師聖ペトルス
- 第75章 聖プリムスと聖フェリキアヌス
- 第76章 使徒聖バルナバ
- 第77章 聖ウィトゥスと聖モデストゥス
- 第78章 聖キュリアコスと母ユリタ
- 第79章 聖女マリナ
- 第80章 聖ゲルウァシウスと聖プロタシウス
- 第81章 洗者聖ヨハネの誕生
- 第82章 聖ヨハネスと聖パウルス
- 第83章 教皇聖レオ
- 第84章 使徒聖ペテロ
- 第85章 使徒聖パウロ
- 第86章 ローマ七殉教兄弟
- 第87章 聖女テオドラ
- 第88章 聖女マルガレタ
- 第89章 聖アレクシオス
- 第90章 聖女プラクセディス
- 第91章 マグダラの聖女マリア
- 第92章 聖アポリナリス
- 第93章 聖女クリスティナ
- 第94章 使徒聖大ヤコブ
- 第95章 聖クリストポルス
- 第96章 眠れる七聖人
- 第97章 聖ナザリウスと聖ケルスス
- 第98章 教皇聖フェリクス
- 第99章 聖シンプリキアヌスと聖ファウスティヌス
- 第100章 聖女マルタ
- 第101章 聖アブドンと聖セネン
- 第102章 司教聖ゲルマヌス
- 第103章 聖エウセビウス
- 第104章 聖ペテロ鎖の記念
- 第105章 教皇聖ステパヌス
- 第106章 最初の殉教者聖ステパノの遺骨発見
- 第107章 聖ドミニクス
- 第108章 聖シクストゥス
- 第109章 聖ドナトゥス
- 第110章 聖キュリアクスとその同勢
- 第111章 殉教者聖ラウレンティウス
- 第112章 聖ヒッポリュトゥスとその召使いたち
- 第113章 聖母マリア被昇天
- 第114章 聖ベルナルドゥス
- 第115章 聖ティモテウス
- 第116章 聖シュンポリアヌス
- 第117章 使徒聖バルトロマイ
- 第118章 聖アウグスティヌス
- 第119章 洗者聖ヨハネ刎首
- 第120章 聖フェリクスと聖アダウクトゥス
- 第121章 聖アエギディウス
- 第122章 聖サウィニアヌスと聖女サウィナ
- 第123章 聖ルプス
- 第124章 聖マメルティヌス
- 第125章 聖母マリアお誕生
- 第126章 聖ハドリアノスとその仲間
- 第127章 聖ゴルゴニウスと聖ドロテウス
- 第128章 聖プロトゥスと聖ヒュアキントゥス
- 第129章 聖十字架称賛
- 第130章 聖ヨハネス・クリュソストモス
- 第131章 聖コルネリウスと聖キュプリアヌス
- 第132章 聖女エウペミア
- 第133章 聖ランベルトゥス
- 第134章 使徒聖マタイ
- 第135章 聖マウリティウスとその部下たち
- 第136章 童貞聖女ユスティナ
- 第137章 聖コスマスと聖ダミアノス
- 第138章 司教聖フォルセウス
- 第139章 大天使聖ミカエル
- 第140章 聖ヒエロニュムス
- 第141章 聖レミギウス
- 第142章 聖レオデガリウス
- 第143章 聖フランキスクス（フランチェスコ）
- 第144章 聖女ペラギア
- 第145章 聖女マルガリタ
- 第146章 遊女聖タイシス（タイス）
- 第147章 聖ディオニュシウス
- 第148章 聖カリクストゥス（カリストゥス）
- 第149章 福音史家聖ルカ
- 第150章 聖クリュサントゥスと聖女ダリア
- 第151章 一万一千童貞殉教女
- 第152章 使徒聖シモンと聖ユダ
- 第153章 聖クィンティヌス
- 第154章 聖エウスタキウス
- 第155章 諸聖人の祝日
- 第156章 奉教諸死者の記念
- 第157章 聖レオナルドゥス
- 第158章 聖四戴冠殉教者
- 第159章 聖テオドロス
- 第160章 司教聖マルティヌス
- 第161章 聖ブリッキウス
- 第162章 聖女エリサベト
- 第163章 聖女カエキリア（チェチーリア）
- 第164章 聖クレメンス
- 第165章 聖クリュソゴヌス
- 第166章 聖女カテリナ
- 第167章 聖サトゥルニヌス
- 第168章 こま切れの聖ヤコボス
- 第169章 聖パストル
- 第170章 大修院長聖ヨハネス
- 第171章 大修院長聖モーセス
- 第172章 大修院長聖アルセニウス
- 第173章 大修院長聖アガトン
- 第174章 聖バルラームと聖ヨサパト
- 第175章 教皇聖ペラギウス
- 第176章 献堂式

## 日本語訳書
- 新泉社版（13人の聖人伝を訳した抄訳）藤代幸一訳
  - 黄金伝説抄 ISBN 978-4787794246
- 人文書院版（全訳）前田敬作・今村孝・西井武・山中知子訳
  - 一巻 ISBN 978-4409420010
  - 二巻 ISBN 978-4409420010
  - 三巻 ISBN 978-4409420034
  - 四巻 ISBN 978-4409420041
- 平凡社ライブラリー版（上記の新版、電子書籍も刊）
  - 一巻 ISBN 978-4582765748
  - 二巻 ISBN 978-4582765786
  - 三巻 ISBN 978-4582765823
  - 四巻 ISBN 978-4582765922